# Nötö fjärden
Nötö fjärden är en fjärd i Finland. Den ligger i landskapet Egentliga Finland, i den sydvästra delen av landet, 180 km väster om huvudstaden Helsingfors.
Nötö fjärden avgränsas av Nötö i öster, Stuvuskären och Hästharuna i söder, Flatö i sysdväst, Sommarön och Stora Kummelskär i väster, Stora Hummelskär i norr samt Rödharu och Granholm i nordöst. Den ansluter till Ådö fjärden i nordöst, Tränskärs fjärden i sydväst och Norrfjärden i väster.